# سرگیفکا (سرزمین آلتای)
سرگیفکا (به لاتین: Sergeyevka) یک منطقهٔ مسکونی در روسیه است که در سرزمین آلتای واقع شده‌است.